# Marie Denarnaud
Pour la servante de curé, voir Bérenger Saunière#Les vingt premières années à Rennes-le-Château (1885 - 1905).
Marie Denarnaud est une actrice française, née le 30 août 1978.

## Biographie
Marie Denarnaud naît le 30 août 1978. Jeune, elle rentre au lycée Jules-Ferry, à Versailles, puis se forme à l'art dramatique dans la classe libre du cours Florent.
En 2000, elle apparaît pour la première fois au cinéma, avec le film T'aime de Patrick Sébastien dans le rôle principal, ainsi que, l'année suivante, dans Ma femme est une actrice d'Yvan Attal, avec ce dernier et Charlotte Gainsbourg.
En 2002, elle devient sœur Clémence, aux côtés de Dominique Lavanant, dans la série policière Sœur Thérèse.com, qu'elle quittera au bout de la troisième saison, en 2004, pour joindre à la série Merci, les enfants vont bien (2005).
En 2003, elle se fait réellement connaître du grand public, dévoilant véritablement ses qualités dramatiques, grâce à son rôle de Ninon dans Les Corps impatients de Xavier Giannoli.
En juin 2005 est diffusé le téléfilm Nuit noire, 17 octobre 1961 d'Alain Tasma, où elle est la femme d'un simple flic, François Martin (interprété par Jean-Michel Portal). Cette fiction, relatant des faits réels sur le massacre des manifestants algériens à la suite d'une répression meurtrière par la police française à Paris, sera portée au grand écran, en octobre 2005.
En août 2010, Mélanie Laurent la choisit pour son premier long métrage Les Adoptés, avec Clémentine Célarié et Denis Ménochet. À la sortie de ce film en novembre 2011, le magazine Elle dit qu'elle « illumine » le film et Le Parisien souligne qu'elle y est « lumineuse ». Elle retrouvera la réalisatrice pour Respire (2014) et Plonger (2017).
En octobre 2013, Audrey Estrougo présente son film dramatique Une histoire banale (2014) au Festival de cinéma de Saint-Jean-de-Luz, où Marie Denarnaud y est « magistrale en jeune femme violée qui tente de retrouver une vie normale ».
Au début d'avril 2021, elle est commissaire aux côtés d'Audrey Fleurot et Mehdi Nebbou dans la série policière humoristique HPI, la plus regardée cette année en France. En septembre, elle fait partie de la distribution de la mini-série L'Absente, produite par la productrice Sophie Révil soulignant qu'elle y est « prodigieuse en flic enceinte jusqu’aux yeux, qui veut absolument résoudre cette mystérieuse affaire avant d’accoucher ».

## Filmographie

### Cinéma

#### Longs métrages
- 2000 : T'aime de Patrick Sébastien : Marie
- 2001 : Ma femme est une actrice d'Yvan Attal : Colette
- 2001 : Chaos de Coline Serreau : Charlotte
- 2003 : Les Corps impatients de Xavier Giannoli : Ninon
- 2004 : Nuit noire de Daniel Colas : Fanny
- 2005 : Akoibon d'Édouard Baer : Betsy
- 2005 : Papa de Maurice Barthélemy : la serveuse costumée en Alsacienne
- 2005 : Foon des Quiches : une étudiante
- 2007 : Nos retrouvailles de David Oelhoffen : Eléna
- 2008 : Les Liens du sang de Jacques Maillot : Nathalie
- 2011 : Les Adoptés de Mélanie Laurent : Marine
- 2012 : Ouf de Yann Coridian : la copine d'Anna
- 2014 : Une histoire banale d'Audrey Estrougo : Nathalie
- 2014 : Respire de Mélanie Laurent : Marie
- 2015 : La Taularde d'Audrey Estrougo : Léa
- 2016 : Marie Curie de Marie-Noëlle Sehr : Jeanne Langevin
- 2017 : Paris la blanche de Lidia Terki : Damia
- 2017 : Plonger de Mélanie Laurent : la gérante de l'hôtel
- 2017 : La fête est finie de Marie Garel-Weiss : la mère de Céleste
- 2018 : Seule à mon mariage de Marta Bergman : la policière
- 2018 : Joueurs de Marie Monge : Sandra
- 2020 : Slalom de Charlène Favier : Lilou
- 2022 : Dalva de Emmanuelle Nicot : Zora
- 2022 : Reprise en main de Gilles Perret : Nathalie
- 2024 : Boléro d'Anne Fontaine : la prostituée qui danse
- 2025 : Le Secret de Khéops de Barbara Schulz

#### Courts métrages
- 2004 : Ça fait mal à mon cœur de Stéphanie Noël : Géraldine
- 2004 : Hollywood malgré lui de Pascal-Alex Vincent : Réjane
- 2006 : Le Jour de ma mort de Thierry de Peretti
- 2007 : Affection de Frédérick Vin : Lise
- 2008 : Bébé de Clément Michel : elle-même
- 2009 : La Librairie de Schrödinger de Claire Vassé et Christophe Beauvais : la jeune femme
- 2010 : Tremblay-en-France de Vincent Vizioz : Claire Krapazinski
- 2010 : L'Essentiel féminin de Sophie Guillemin : l'actrice
- 2012 : Pieds nus (Naked Soles) de Jean-Luc Ormières et Aleksandra Szczepanowska : Juliette
- 2013 : Tant qu'il y aura des hommes ! de Vérane Frédiani : une des filles
- 2013 : Captif de Gwendal Quistrebert : Alice
- 2013 : Animal Serenade de Béryl Peillard : Nina
- 2013 : La Mort ne raconte pas d'histoires de Chris Schepard : Cécile
- 2014 : En avant, calme et droit de Julie-Anne Roth : Barbara
- 2018 : Néréides de Jordane Oudin
- 2019 : 19 de Marina Ziolkowski : Julie
- 2020 : L'Âge tendre de Julien-Gaspar Oliveri
- 2021 : Un tout petit souffle de Delphine Bouix : Dr Mathilde Devos

### Télévision

#### Téléfilms
- 2001 : Le Marathon du lit de Bruno Gantillon : Patricia
- 2001 : L'Apprentissage de la ville de Gérard Mordillat : Prisca
- 2004 : Penn sardines de Marc Rivière : Fine
- 2004 : Une vie d'Élisabeth Rappeneau : Rosalie
- 2005 : Le Mystère Alexia de Marc Rivière : Annette
- 2005 : Nuit noire, 17 octobre 1961 d'Alain Tasma : Isabelle Martin
- 2005 : Lucile et le Petit Prince de Marian Handwerker : Lucile
- 2008 : Les Vacances de Clémence de Michel Andrieu : Josyane
- 2009 : La Dame de Monsoreau de Michel Hassan : Gertrude
- 2009 : La Reine et le Cardinal de Marc Rivière : Marie Mancini (voix)
- 2009 : Le Commissariat de Michel Andrieu : Germaine Louveau
- 2010 : Fais danser la poussière de Christian Faure : Rose
- 2011 : La Vie en miettes de Denis Malleval : Lucie et Chloé
- 2012 : Les Cinq parties du monde de Gérard Mordillat : Maggie
- 2013 : Le Grand Georges de François Marthouret : Henriette Guingouin
- 2014 : L'Esprit de famille de Frédéric Berthe : Hélène Perez
- 2014 : Couvre-feu de Harry Cleven : Valentine
- 2016 : Mystère à la tour Eiffel de Léa Fazer : Louise Massart
- 2017 : Je suis coupable de Christophe Lamotte : Elsa Keurlire
- 2018 : Jonas de Christophe Charrier : la mère de Jonas
- 2019 : La Malédiction du volcan de Marwen Abdallah : Solange Lallemand
- 2021 : Les Particules élémentaires d'Antoine Garceau (mini-série) : Christiane
- 2022 : Répercussions de Virginie Wagon : Salomé
- 2023 : Flash(s) de Christophe Douchand : Mathilde Morvan
- 2024 : 12 ans, 7 mois et 11 jours d'Alexandre Coffre : Inès Zerouali
- 2024 : Des blessures invisibles de Sarah Marx : Marion[10]
- 2025 : Double Vue de Christophe Douchand : Mathilde Morvan
- 2025 : Comme une ombre d'Elsa Blayau : Marie Sainz

#### Séries télévisées
- 2001 : Madame le Proviseur : Hanna (saison 6, épisode 1 : Le Secret de Polichinelle)
- 2002-2004 : Sœur Thérèse.com : Sœur Clémence (5 épisodes)
- 2007 : Chez Maupassant : Caroline Donnet (saison 1, épisode 6 : Hautot père et fils)
- 2007 : Le Réveillon des bonnes : Élisabeth Sevrant-Chabot (mini-série ; 8 épisodes)
- 2007-2008 : Merci, les enfants vont bien : Isis Blanchet (9 épisodes)
- 2010 : Les Vivants et les Morts : Dallas (mini-série ; 8 épisodes)
- 2011 : Les Petits Meurtres d'Agatha Christie : Célie (saison 1, épisode 8 : Le Flux et le reflux)
- 2014 : Collection Mary Higgins Clark : Lisa (saison 1, épisode 3 : Toi que j'aimais tant)
- 2015 : Malaterra : Sabrina (mini-série ; 8 épisodes)
- 2016 : Profilage : Cécile Castagnan (saison 7, épisode 3 : En eaux troubles)
- 2017 : Héroïnes d'Audrey Estrougo : Nathalie Blanc (mini-série ; 3 épisodes)
- 2018 : Mongeville : Cora Calvi (saison 5, épisode 1 : Vénus maudite)
- 2022 : Les Papillons noirs d'Olivier Abbou : Mathilde (mini-série)
- 2022 : Les 7 Vies de Léa : la grand-mère de Léa, en 1991
- 2021 : L'Absente : Victoire (mini-série ; 8 épisodes)
- depuis 2021 : HPI : Céline Hazan
- 2022 : L'Île prisonnière : Éliane (mini-série)
- 2023 : Le Voyageur, épisode La Forêt perchée : Valentine Miguet
- 2025 : Tout le bleu du ciel de Maurice Barthélemy : Isabelle
- 2026 : Désenchantées de David Hourrègue
- 2026 : Mitterrand confidentiel d'Antoine Garceau : Anne Lauvergeon

### Clips musicaux
- 2005 : Comme elle se donne de Jérôme Attal[11]
- 2013 : J'ai peur des filles de Benoit Carré[12]
- 2014 : The Light de Hollysiz[13]

## Théâtre
- 2010 : Le Donneur de bain de Dorine Hollier, mise en scène Dan Jemmett, théâtre Marigny
- 2011 : L’Amour, la mort, les fringues de Nora et Delia Ephron, mise en scène Danièle Thompson, théâtre Marigny
- 2012 : Contractions de Mike Bartlett, mise en scène Mélanie Leray, avec Elina Löwensohn, théâtre national de Bretagne, tournée
- 2012 : J'aurai voulu être égyptien d'Alaa El Aswany, mise en scène Jean-Louis Martinelli, Théâtre Nanterre-Amandiers, tournée
- 2013 : Contractions de Mike Bartlett, mise en scène Mélanie Leray, théâtre de la Ville et tournée
- 2017-2018 : King Kong Théorie de Virginie Despentes, mise en scène Vanessa Larré, TNP, théâtre de l'Atelier
- 2022 : Viviane, de Julia Deck, mise en scène Mélanie Leray, Théâtre le Monfort
- 2022 : Mises en Capsules 2022, Théâtre Lepic

## Distinctions

### Jurys de festival
- 2006 : jury du Festival européen du court métrage de Bordeaux
- 2019 : jury du Festival La Ciotat Berceau du cinéma

### Sélections
- 2009 : La Librairie de Schrödinger de Claire Vassé et Christophe Beauvais : 
  - Festival Côté court de Pantin
  - Festival Premiers Plans d'Angers
  - Festival de court métrage Cas d'rage de Gagny
  - Festival du premier court-métrage de Pontault-Combault

- 2013 : Animal Serenade de Béryl Peillard :
  - Festival Côté court de Pantin 2014
  - Festival du cinéma de Brive 2014
  - Festival international du film de Rhode Island 2014